# Japán autóipar

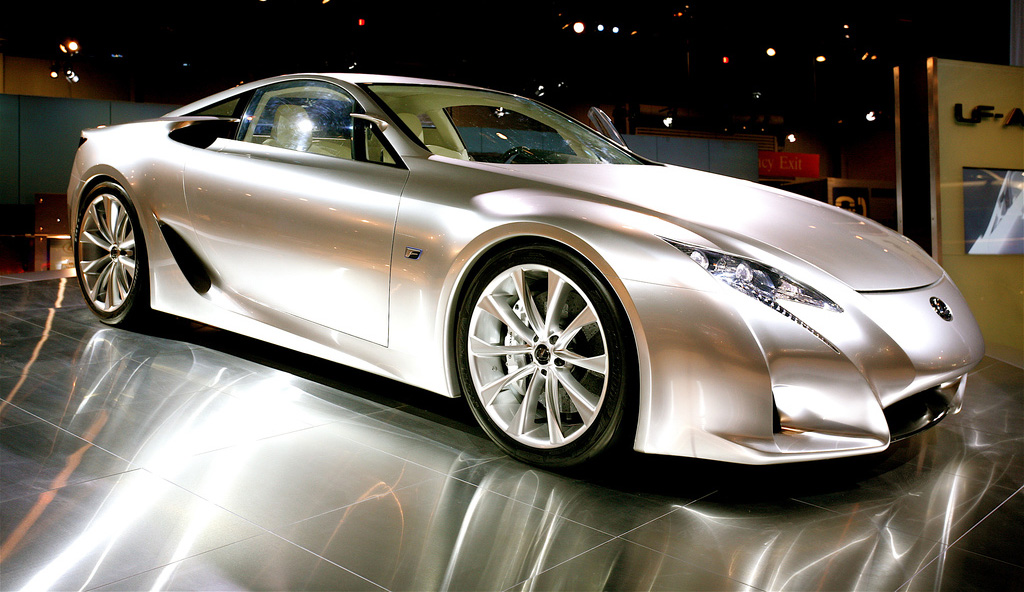
Egy tanulmányautó a Lexustól

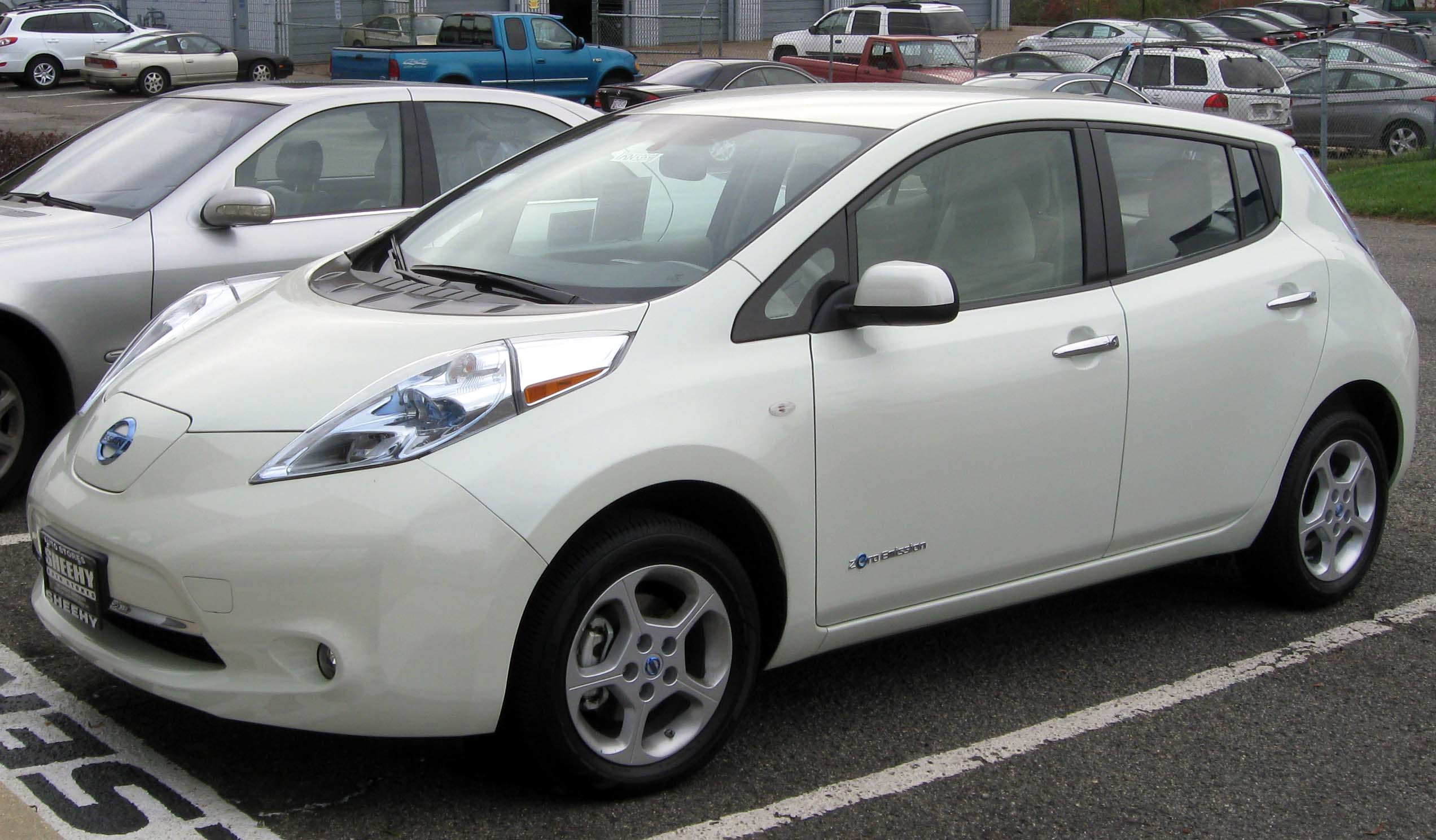
Nissan Leaf, 2011 Az Év Autója Díj és Az Év Autója a Világon Díj

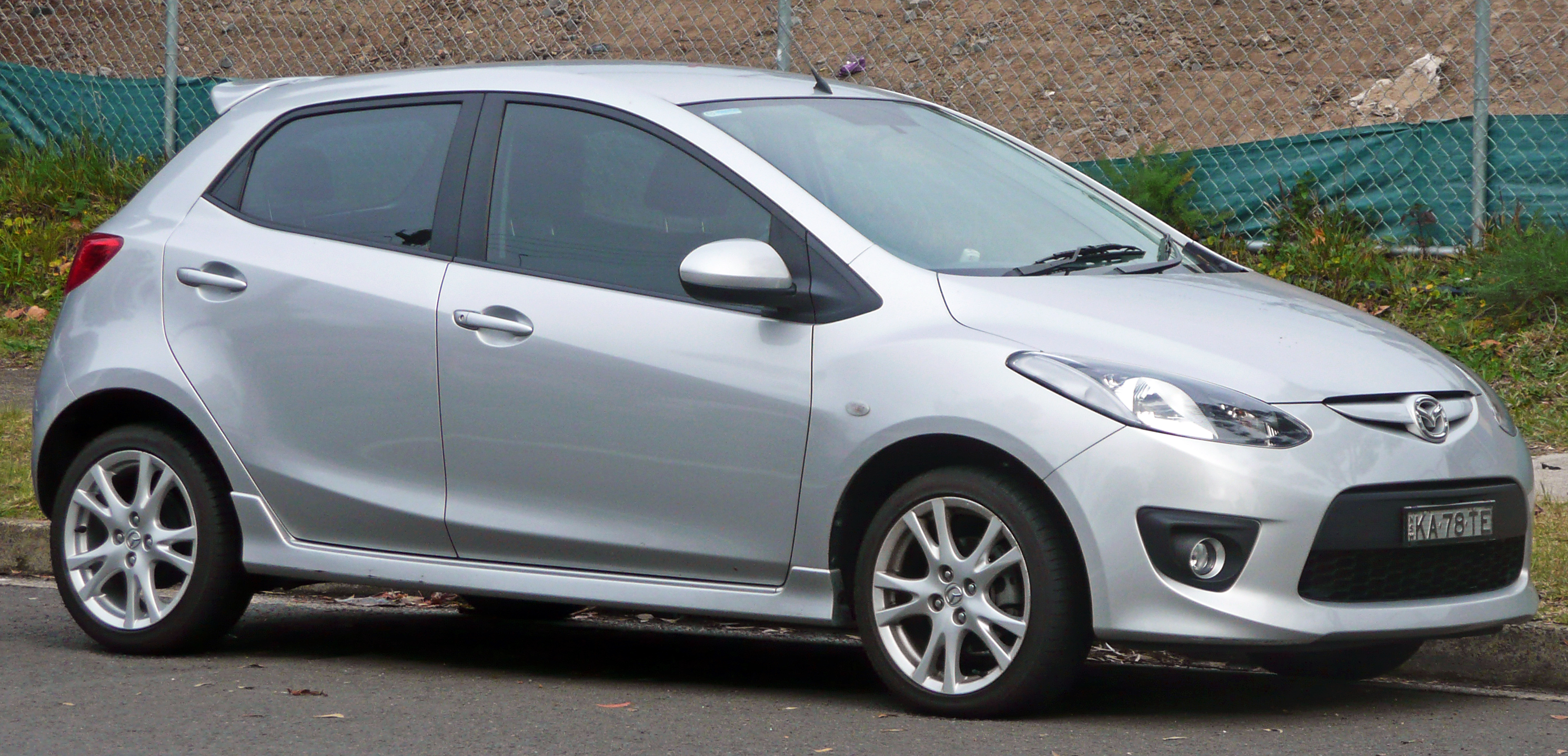
Mazda2 Demio DE, 2008 Az Év Autója a Világon Díj

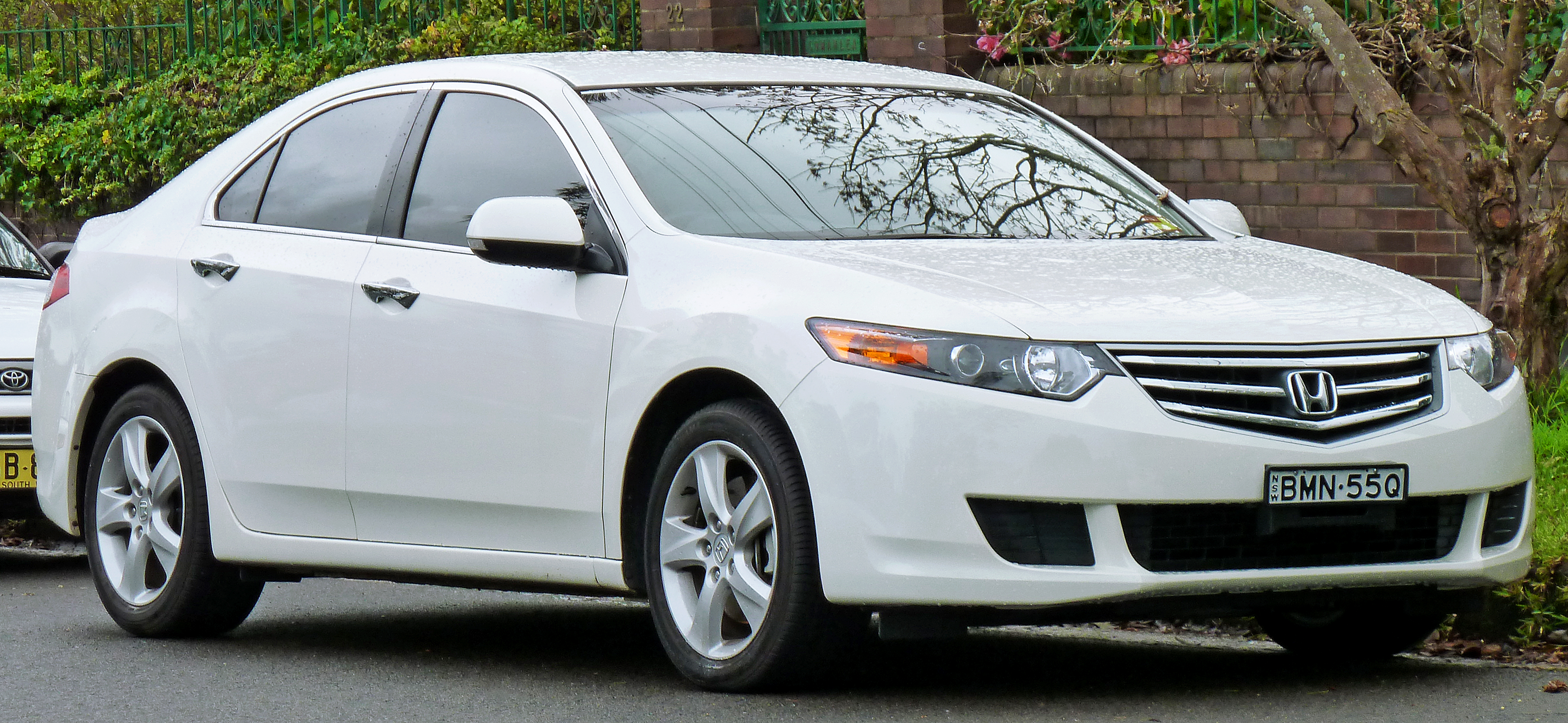
Honda Accord szedán, 2008 Az Év Nemzetközi Autója Díj

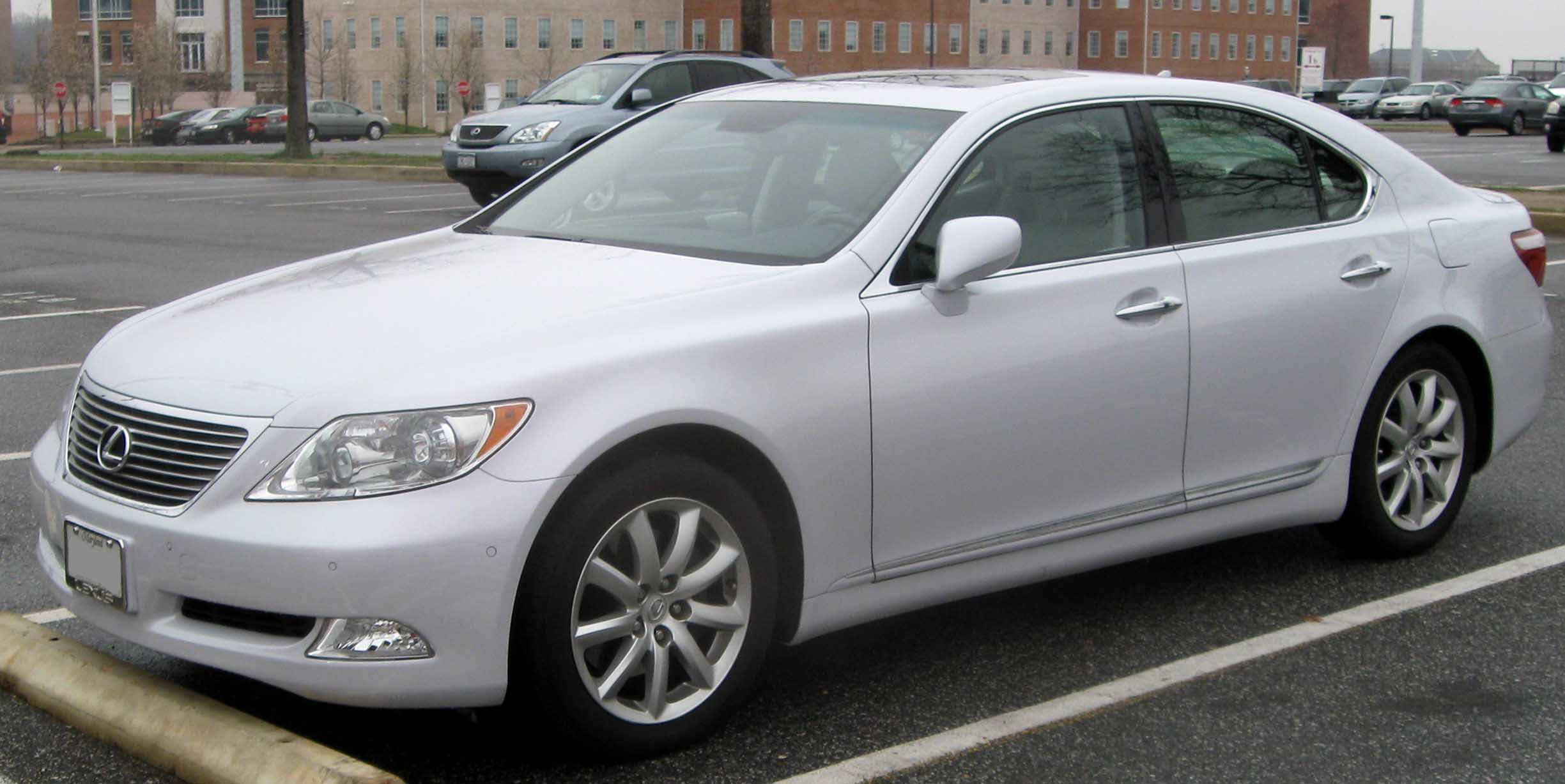
Lexus LS 460, 2007 Az Év Autója a Világon Díj és Az Év Nemzetközi Autója Díj

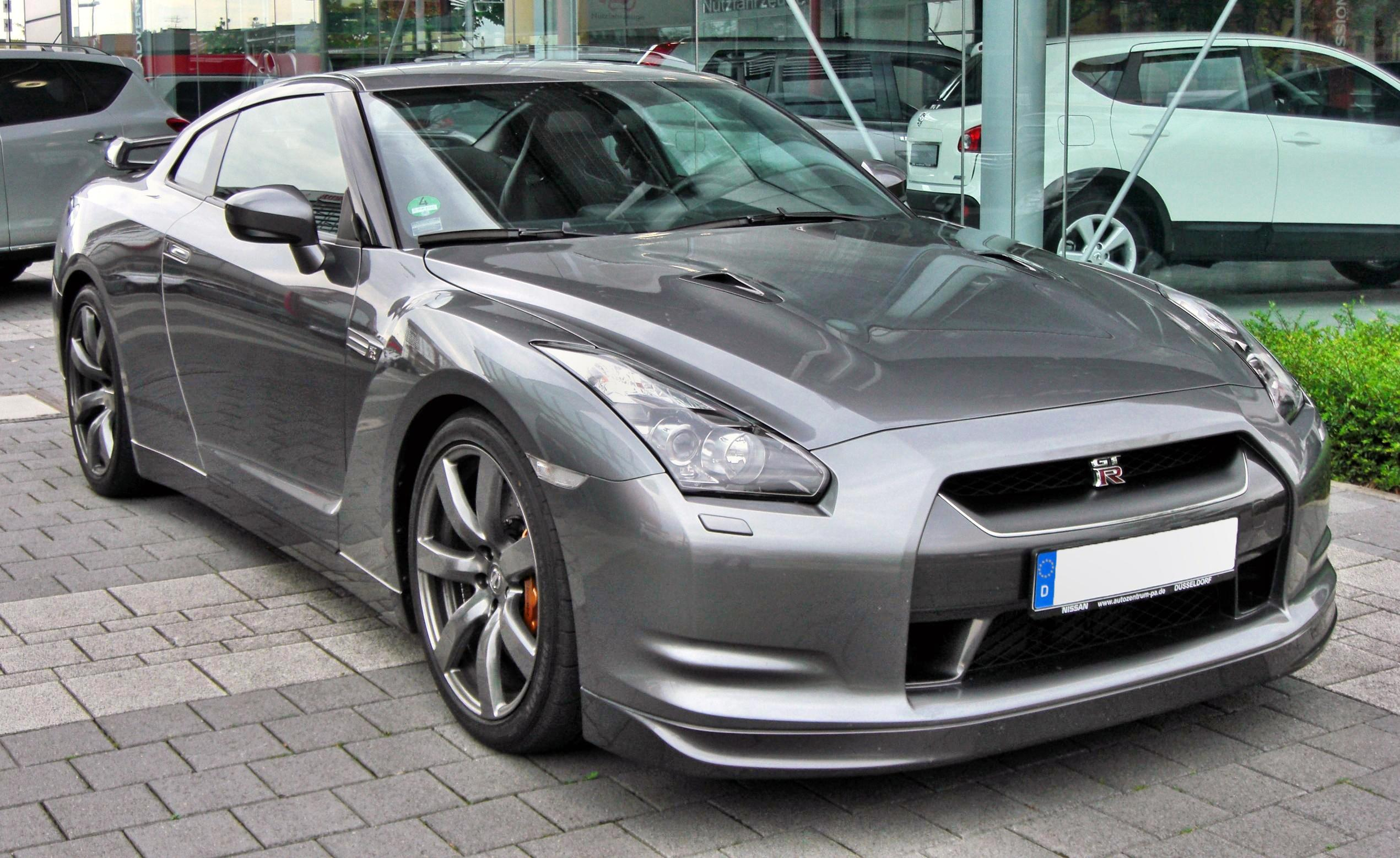
Nissan GT-R, 2007 Az Év Nemzetközi Autója Díj

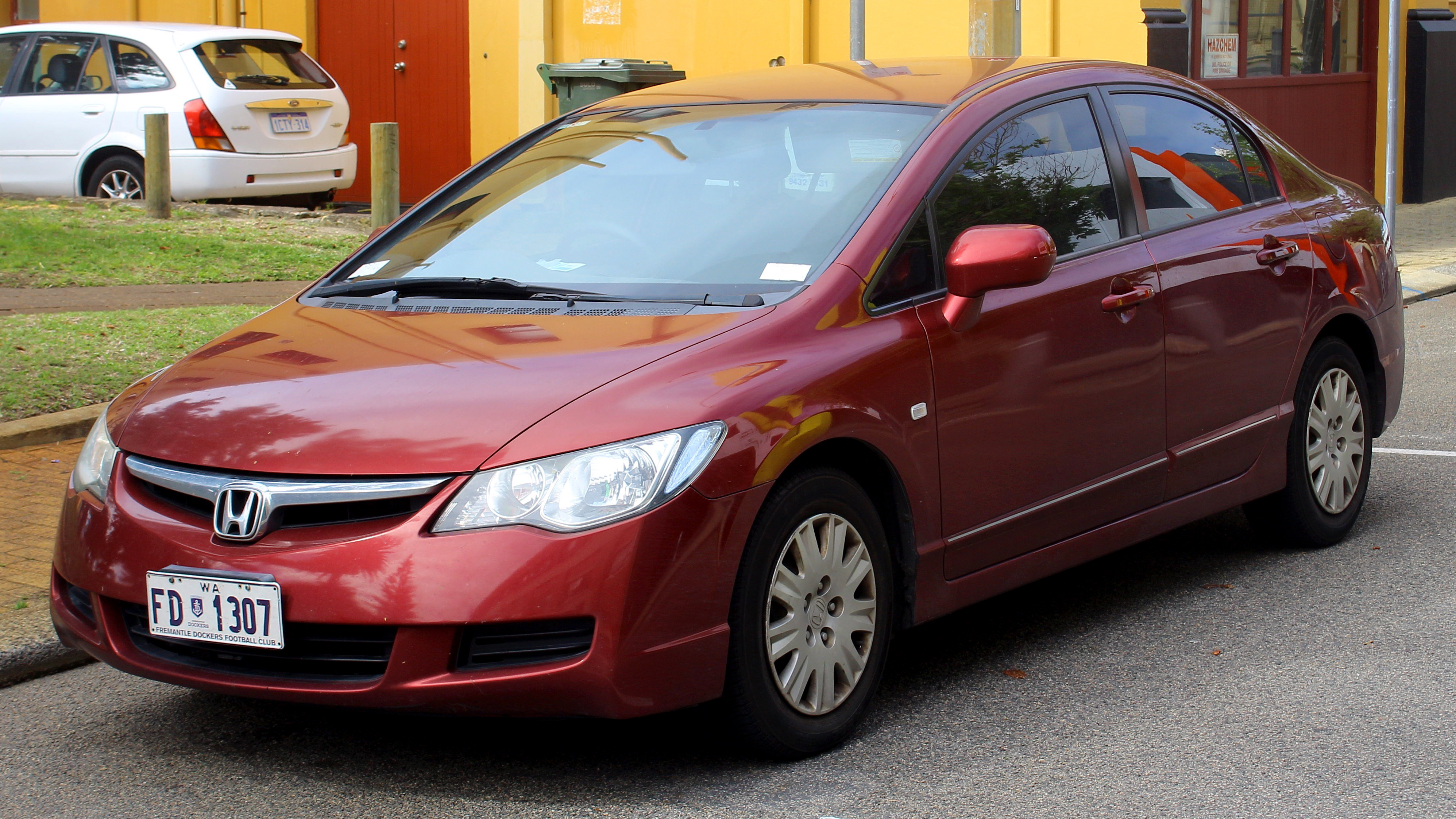
Honda Civic EX, 2005 Az Év Nemzetközi Autója Díj

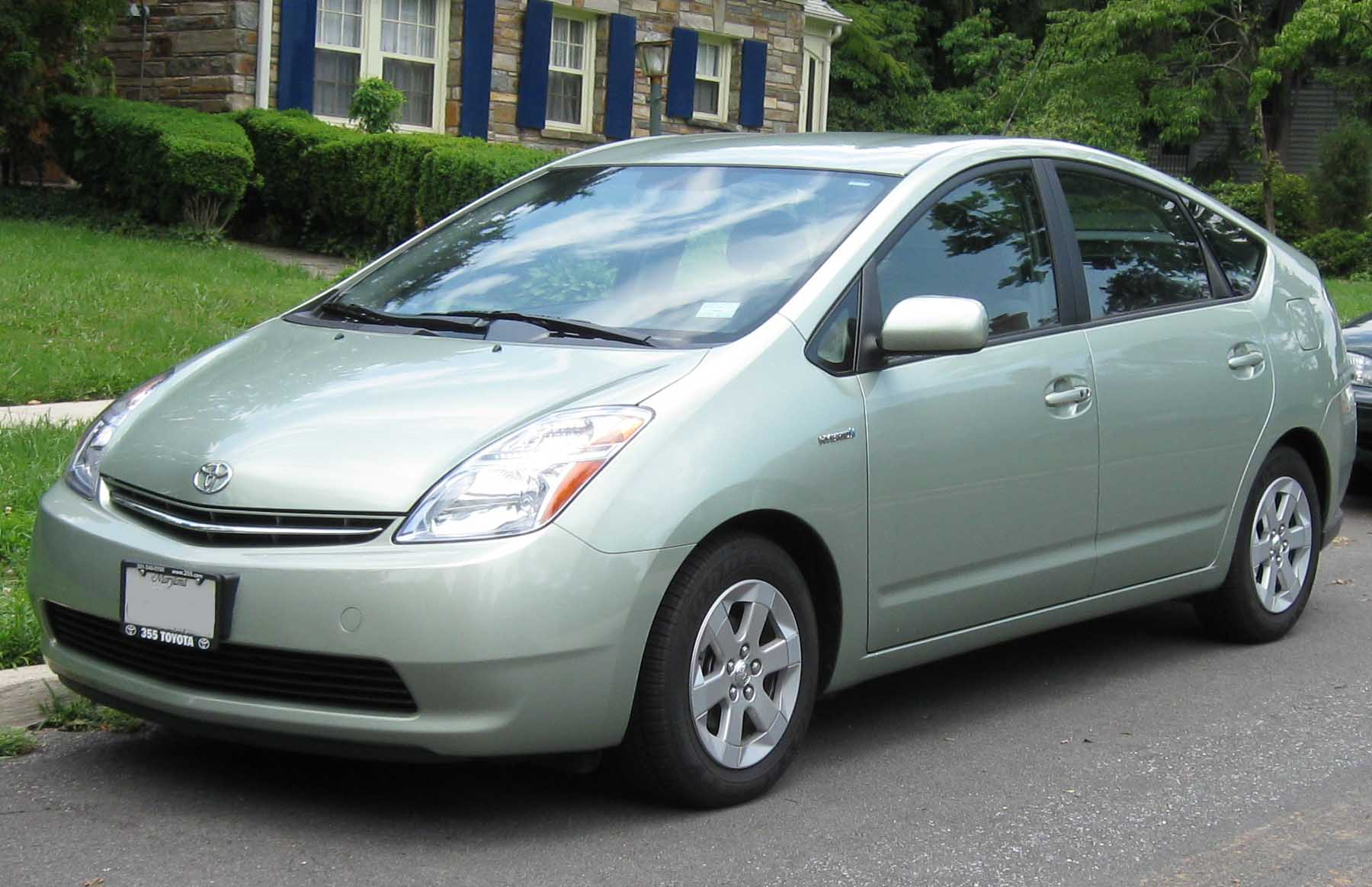
Toyota Prius, 2005 Az Év Autója Díj, az első és legjobban fogyó tömeggyártotthibridautó

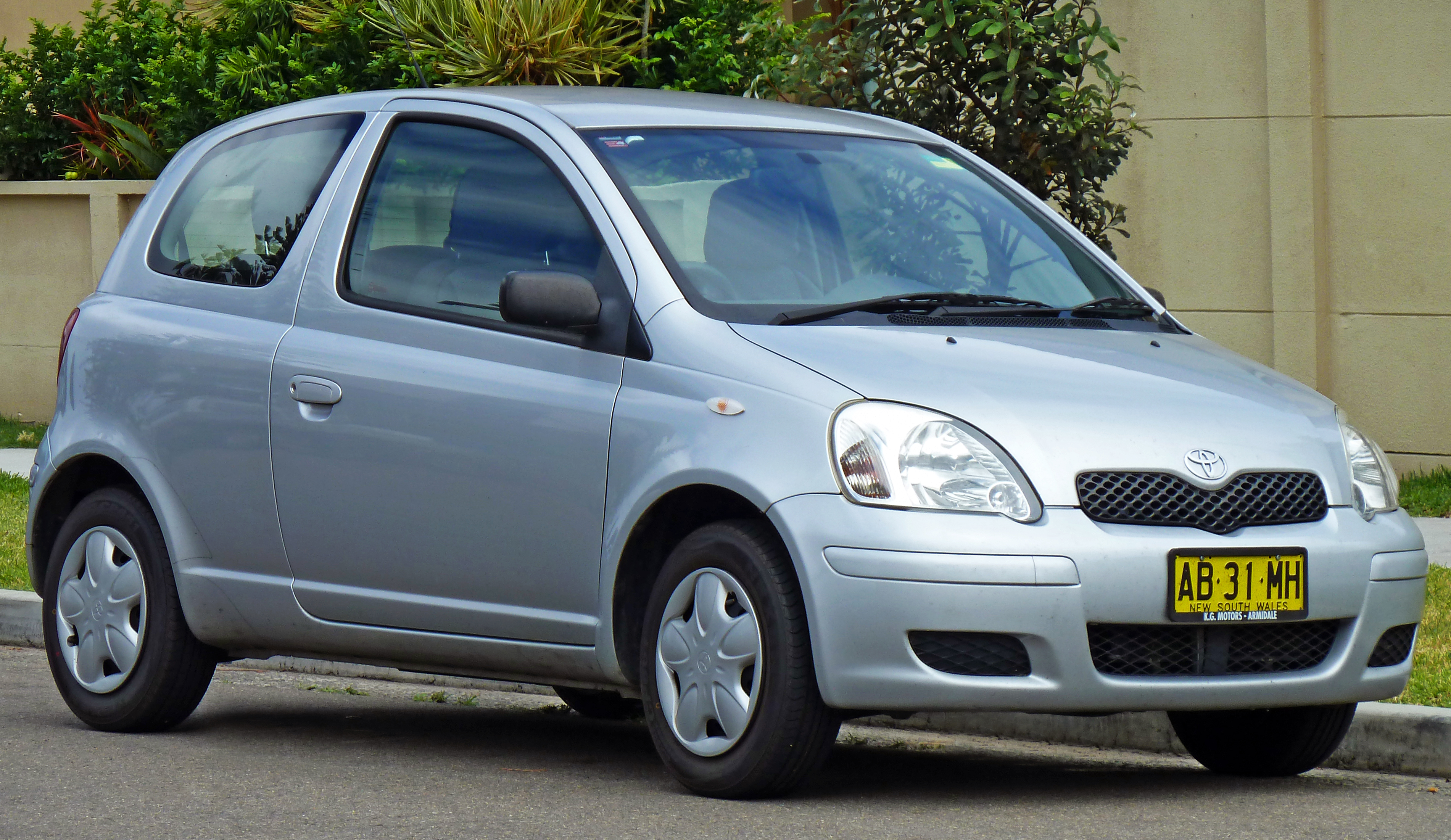
Toyota Yaris, 2000 Az Év Autója Díj

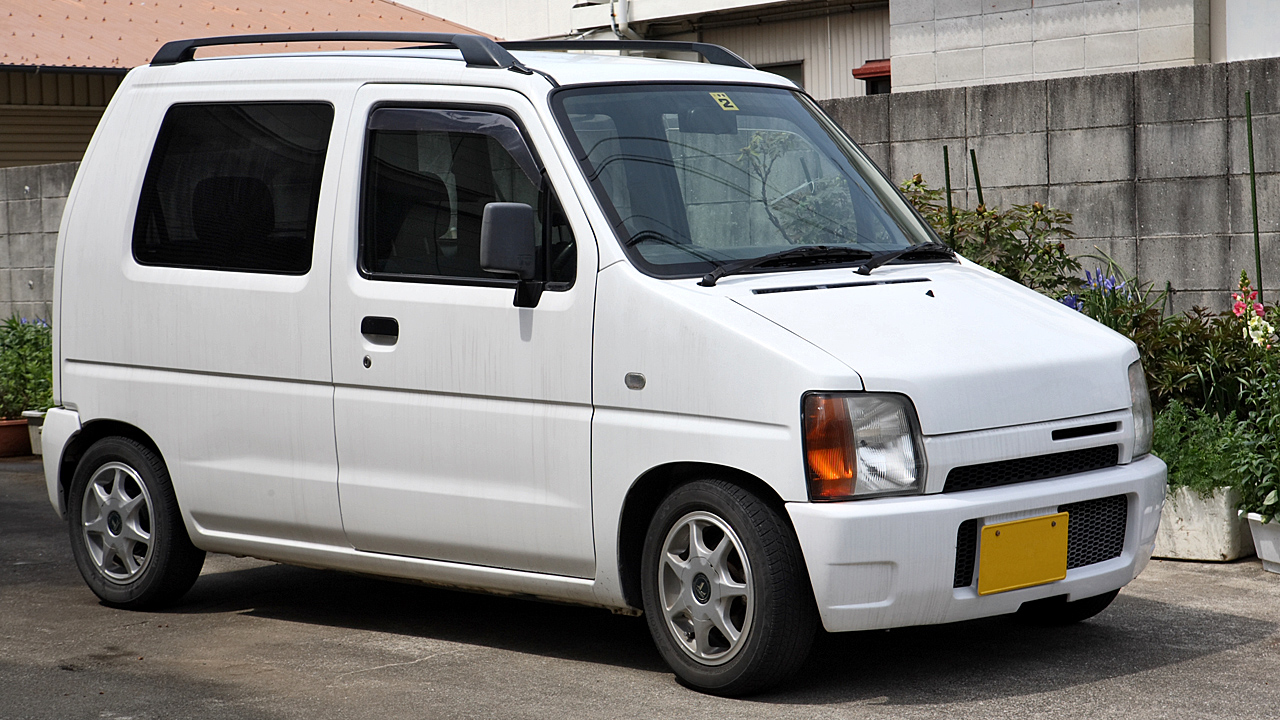
Első Suzuki Wagon R, 1993, legjobban fogyó nemzeti "kei car"

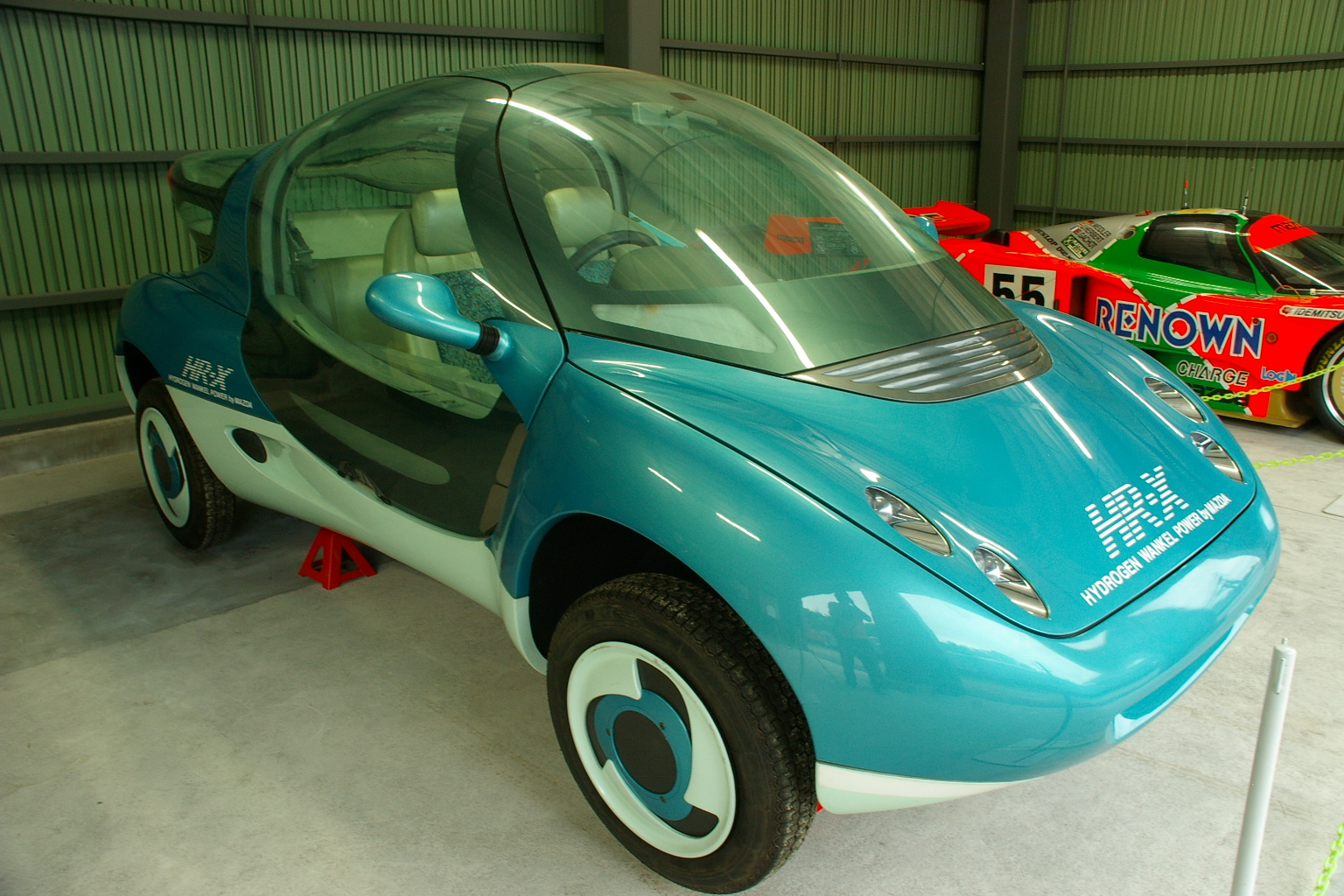
Mazda HR-X, 1991, az egyik első hidrogén autó

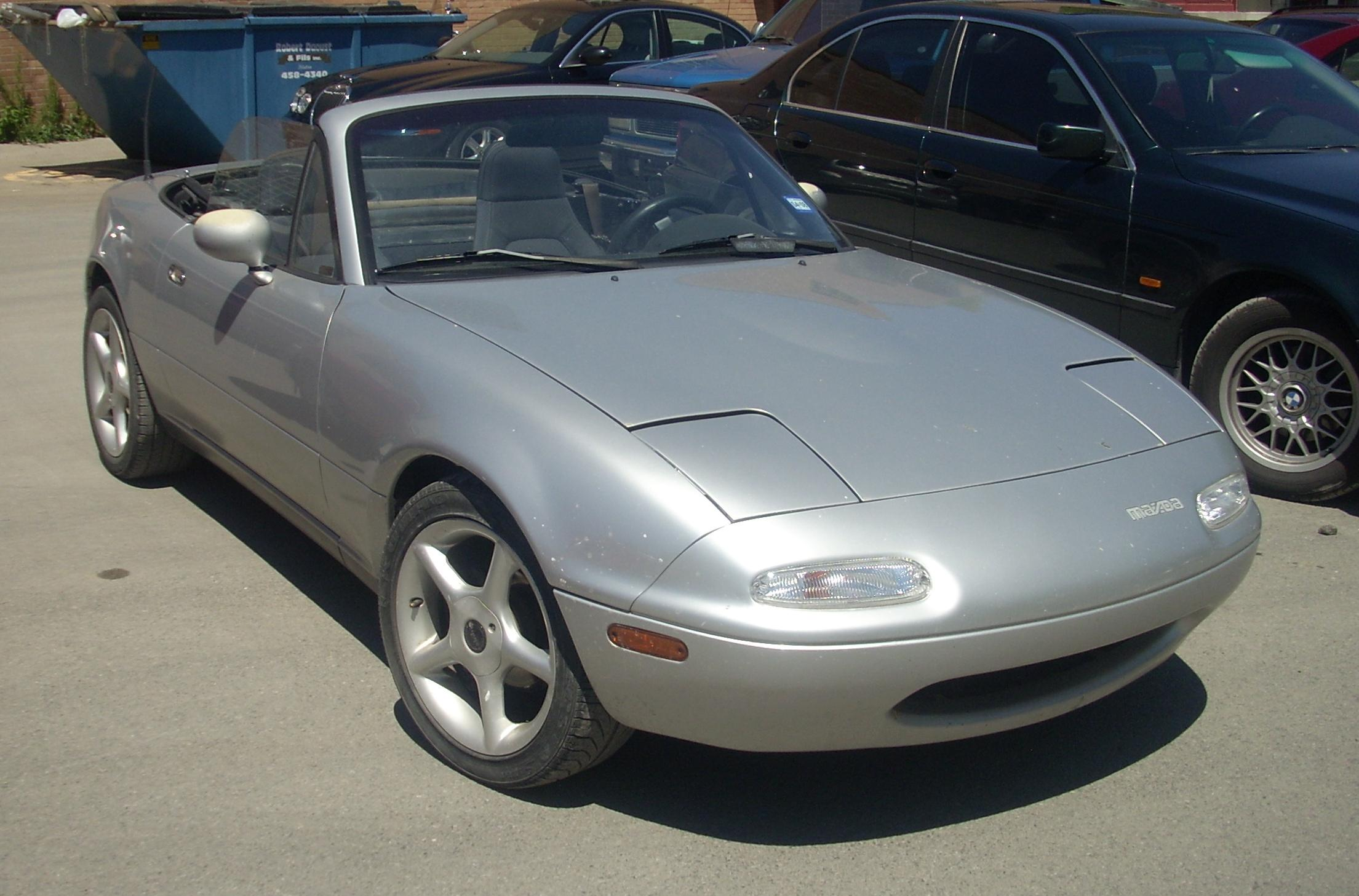
Első Mazda MX-5, 1989, legjobban fogyó kétüléses sportautó

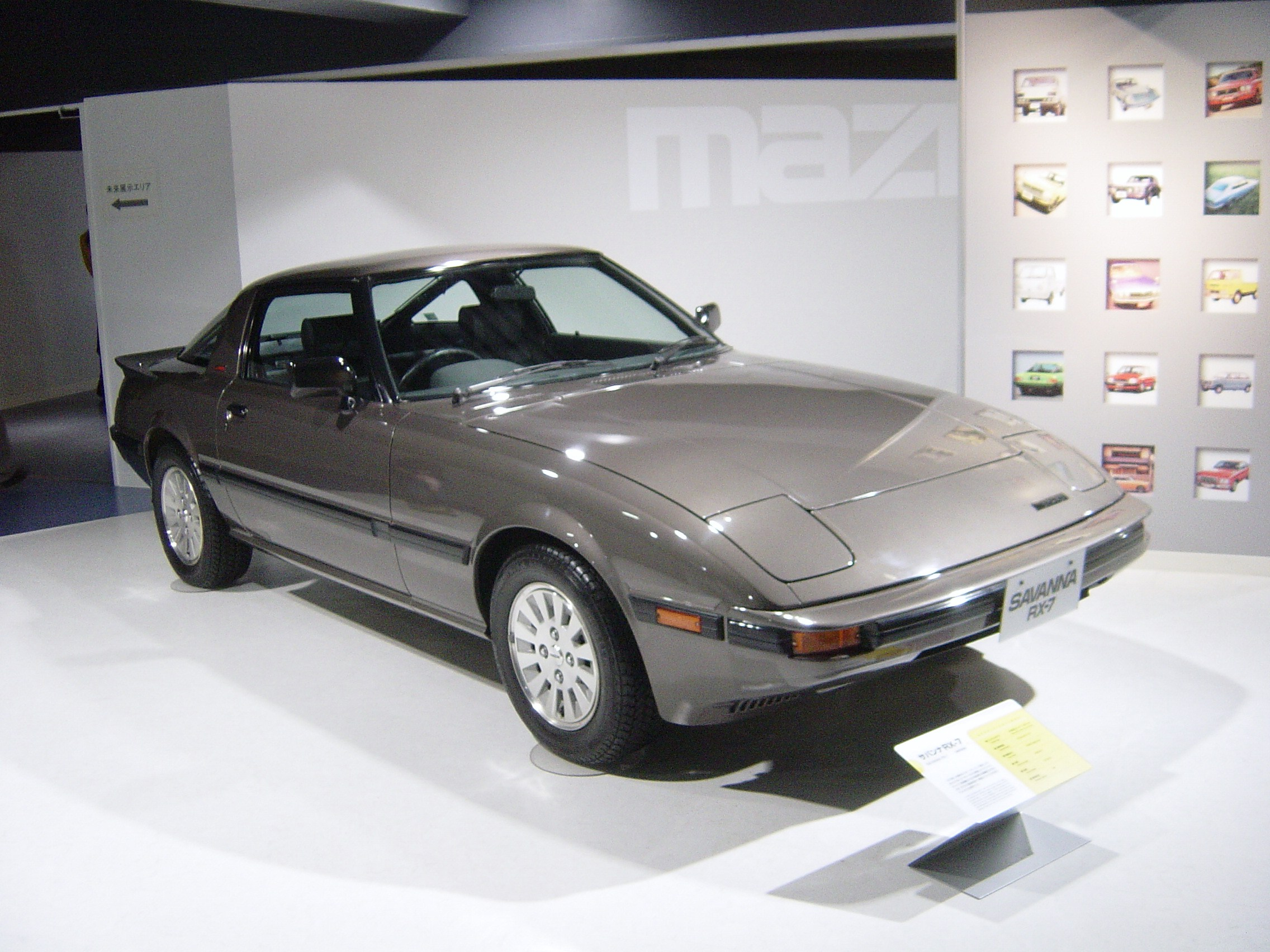
Mazda RX-7, 1978, a legtöbbet legyártott autó Wankel-motorral

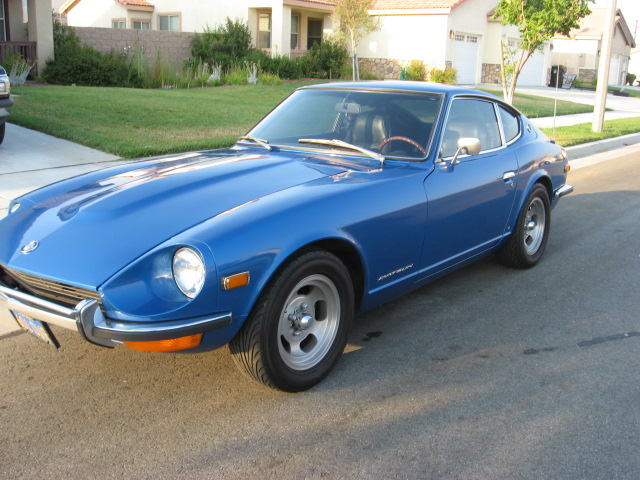
Első Datsun Z, 1969, legjobban fogyó sportautó széria

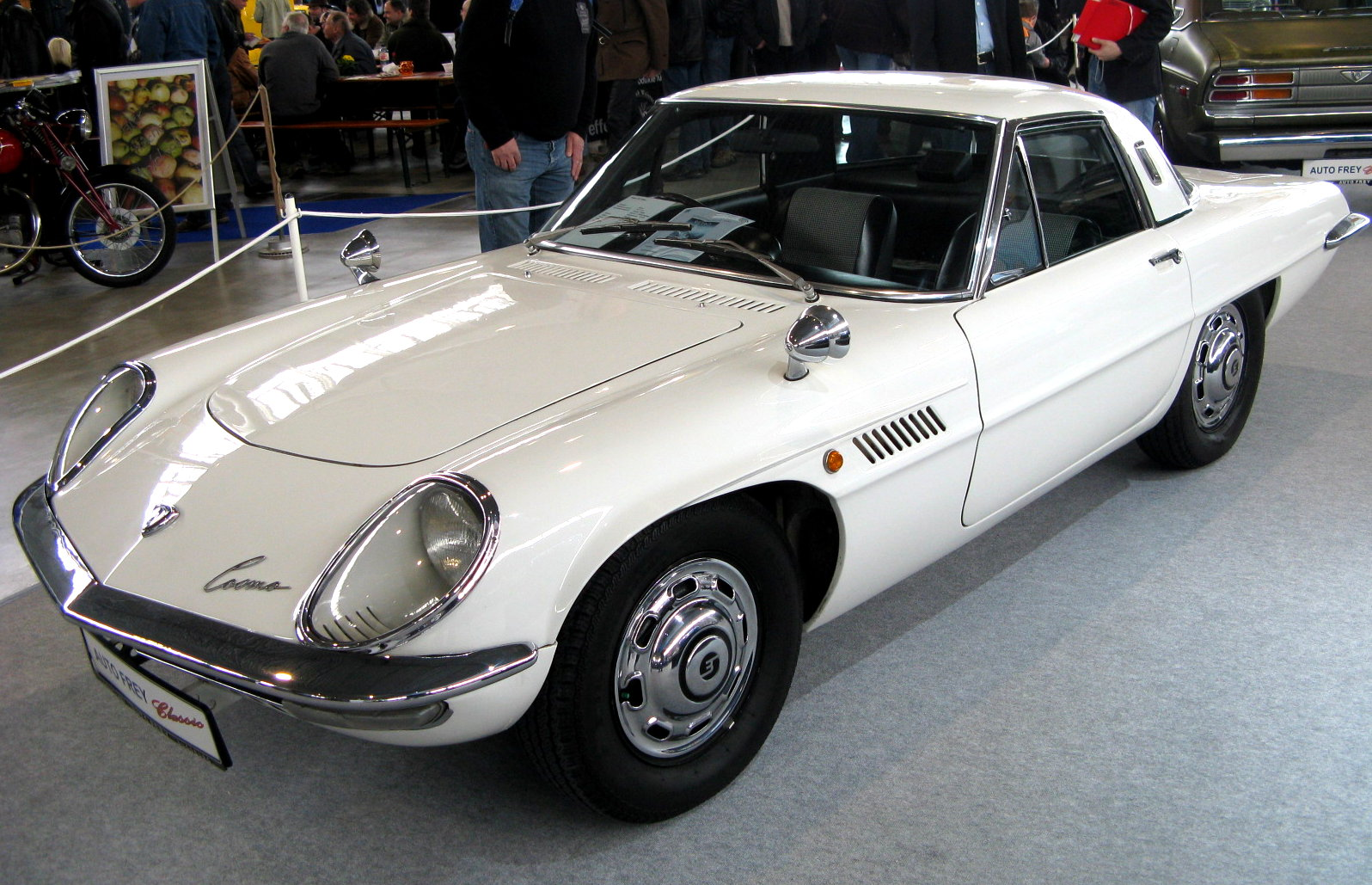
Mazda Cosmo 110S, 1967, Az egyike a két Wankel-motorral tömeggyártott autónak

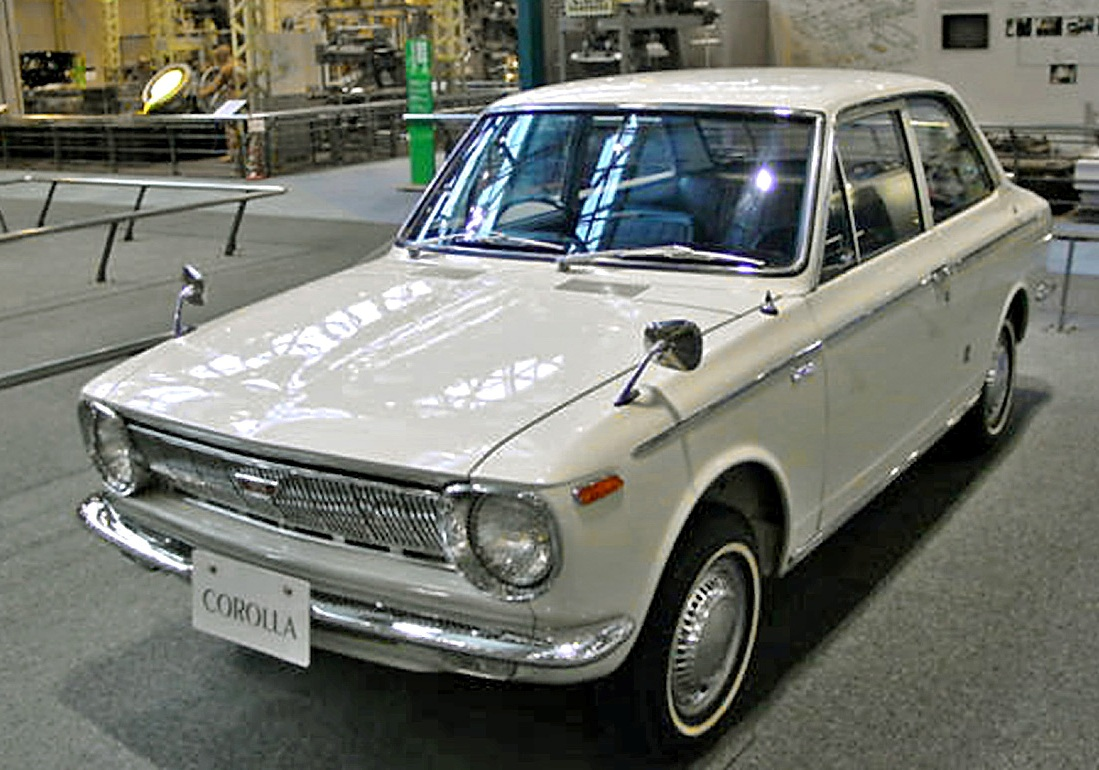
Az első Toyota Corolla (1966), minden idők legnépszerűbb autótípusa

A japán autóipar a világ egyik legnagyobb és egyik legkiemelkedőbb ipara. Japán – túlszárnyalva Németországot – 1960 óta tagja a három legtöbb autót gyártó országnak. Az autóipar Japánban 1970-től rohamos növekedésnek indult. Az 1980-as és 1990-es években az évi 13 millió legyártott autóval át is vette a vezető szerepet az Amerikai Egyesült Államoktól. Kína nagymértékű felfutása miatt a 2000-es években és az amerikai gyártásbeli ingadozások miatt Japán jelenleg a világ harmadik legnagyobb gépjárműgyártója. Ezt az eredményt 2012-ben 9,9 millió személygépjármű legyártásával érte el. Japán befektetések szerte a világon, sok különböző országban járultak hozzá az autóipar növekedéséhez.
A japán zaibucuk az 1910-es évek közepe és vége felé kezdték legyártani az első gépjárműveket. A cégek vagy saját maguk által tervezett tehergépkocsikat gyártottak (akkoriban még kicsi volt a japán személygépjármű-piac), vagy európai márkákkal társultak és az ő autóikat gyártották. Ilyen volt például az Isuzu társulása a Wolseley Motorsszal és a Mitsubishi A modellje, amelyet a Fiat Tipo 3 alapján terveztek meg. A második világháború előtt sok japán gyártó emelkedett fel és kezdett saját járműveket gyártani a japán hadsereg megnövekvő kereslete miatt. Japán úttörő volt az automatizált gépjárműgyártásban.
Az ország nagyszámú autógyártónak ad otthont. Japán autógyártók például a Toyota, Honda, Daihatsu, Nissan, Suzuki, Mazda, Mitsubishi, Subaru, Isuzu, Kawasaki, Yamaha és a Mitsuoka.
Japánban tervezett autók többször is elnyerték az Év Autója Díjat, az Év Nemzetközi Autója Díjat és az Év Autója a Világon Díjat.

## Története

### Korai évek
1904-ben Jamaha Torao készítette az első belföldön gyártott buszt, amit egy gőzmotor hajtott. 1907-ben Ucsijama Komanoszuke megalkotta a Takurit, az első japán benzinmotoros autót. 1911-ben létrejött a Kaishinsha Motorcar Works és később megkezdődött a DAT nevű autó gyártása. 1920-ban Jitsuyo Jidosha Seizo Co.(alapította: William R. Gorham) elkezdte megépíteni a Gorham és a Lila típusú járművet. A cég 1926-ban egyesült Kwaishinsha-val így létrehozva a DAT Automobile Manufacturing Co.-t(később ebből keletkezett a Nissan Motors). 1924 és 1927 között Hakuyosha Ironworks Ltd. megépítette az Otomót. Toyota – akkoriban textilgyár- 1936-tól gyárt autókat. Azonban a korai években a hadsereg által támogatott teherautók voltak a legtöbbet gyártott járművek.
A második világháború előtt az autók japánban amerikai és európai modellekre hajaztak. Az 1917-es Mitsubishi A modell a Fiat A3-3 dizájn alapjain nyugodott. (Ez a modell a 22 legyártott darabbal az első tömeggyártott autó volt Japánban). Az 1930-as években a Nissan Motors autói az Austin 7 és a Graham-Paige konstrukciói alapján készültek, eközben a Toyota AA modell az amerikai Chrysler Airflow típus alapjain nyugodott. Ohta Jidosha autógyár Ford modellekre alapozva tervezte meg autóit, míg Chiyoda az 1935-ös Pontiacra emlékeztető típust épített és a Sumida pedig egy nagyon hasonlót hozott létre a LaSalle típushoz.
A Ford Motor Company 1925-ben alapította meg a gyárát Jokohamában. A General Motors 1927-től tevékenykedett Oszakában. Chrysler is Japánba ment és létrehozta a Kyoritsu Motorst. 1925 és 1936 között az Egyesült Államok „Big Three” (magyarul: Három Nagy) autógyártó cégének japán leányvállalatai összesen 208 967 járművet gyártottak le. Összehasonlításképpen Japán hazai termelése ez alatt az időszak alatt mindössze 12 127 járművet tett ki. 1936-ban a japán kormány elfogadta autóipari törvényt (angolul: Automobile Manufacturing Industry Law), melynek célja a belföldi autóipar támogatása és a külföldi konkurencia csökkentése volt. Ironikusan pont ez a törvény akadályozta meg egy Ford üzem létrehozását Jokohamában. Ez az üzem, mely az angol Dagenham autógyárról lett volna mintázva, Japánt egy fő exportőrré tette volna az ázsiai piacon. Ehelyett 1939-re a külföldi gyártók kiszorultak Japánból. A második kínai-japán háború miatt az 1930-as évek végére a járműgyártás fő fókuszává a teherautó gyártás vált.
A második világháború utáni első évtizedben az autógyártás korlátozott volt, és 1966-ig a termelés legnagyobb részét a teherautó gyártás tette ki. Onnantól viszont a személyautó gyártás uralta a piacot. A japán autók dizájnja továbbra is követte az európait és az amerikait.

### 1960-tól napjainkig
1960-as években a japán autógyártók piacra dobtak egy halom új „kei car”-t, de 1960-ban továbbra is a robogók és motorkerékpárok maradtak dominánsak az 1,47 milliós eladásaikkal, szemben a „kei car”-ok harminchatezerével. Ezekre az apró személygépkocsikra általában nagyon kis motorok voltak jellemzőek (360 cm3 alattiak, de időnként export célokra 600 cm3-es motorokkal is felszerelték őket). A kisméretű motorokkal felszerelt autók után kisebb adót kellett fizetni. Így egy átlagos japán ember is képessé vált megvásárolni egy személygépkocsit, ami ugrásszerűen megnövelte a japán autóipart és útnak indította, hogy olyanná váljon, amilyennek ma ismerjük. Az új korszak első ilyen autója az 1958-ban piacra dobott Subaru 360 volt. „Katicabogárként” vált ismertté a hasonlósága miatt a Volkswagen Bogárra. További meghatározó típusok voltak még a Suzuki Fronte, Mitsubishi Minica, Mazda Carol és a Honda N360.
A „kei car”-ok túl kicsik voltak családi autónak. A legnépszerűbb autótípus szegmens az 1960-as években a 700-800 cm3-es osztály volt. Ez nagyrészt a Toyota Publicában, Mitsubishi Colt 800-ban és a Mazda 323-ban öltött testet. Azonban az 1960-as évek végére ezek az (általában kétütemű) autók lecserélődtek teljes 1 literes, négyütemű motorral rendelkező autókra. Ennek az élén állt a Nissan 1966-os Sunny modellje. Ezek után az összes többi gyártó gyorsan követte a Nissan példáját, kivéve a Toyota, aki 1,1 literes motorral szerelte fel a Corolla modellt – a plusz 100 cm3-t erős reklámozás követte. Ezek a családi autók egyre nagyobb részt tettek ki az egyre jobban bővülő piacból.

#### Az export növelése
A rohamosan növekvő hazai kereslet és a japán autógyártók külföldi piacon való terjeszkedése az 1970-es években tovább növelte a japán autóipar méretét. Személyautók exportja az 1965-ös 100 000-ről 1975-re 1 827 000-re emelkedett. Az japán autógyártás mérete az 1970-es évek után is tovább növekedett, ahogy a japán gyártók, mint a Mitsubishi és a Honda elkezdték forgalmazni járműveiket az amerikai piacon. Az 1970-es évek alatt egyre több és több japán márka jelent meg külföldön és az 1980-as évekre a japán gyártók jelentős részt tettek ki az amerikai- és a világpiacon is.
Az 1970-es évek elején a japán autók nagy népszerűségnek örvendtek a brit vevők körében. Főleg a Nissan Datsun márka név alatt gyártott autói (a Nissan márka nem volt használatban a brit piacon 1983-ig) szereztek hírnevet a megbízhatóságuk és az alacsony üzemeltetési költségük miatt. Habár a rozsdásodással sok probléma akadt. Az 1960-as években a japán gyártók között megindult a versengés a hazai piacon. Ezt a versengést jól szemléltette az úgynevezett „CB-háború”, ami a Toyota Corona és a Nissan Bluebird nevű modellje között zajlott. A versengés eleinte a fogyasztóknak kedvezett, de hamarosan a kutatás-fejlesztés költségek túlságosan megnövekedtek. Az 1980-as évek vége és az 1990-es évek eleje felé a japán autógyártók beléptek a „hiper dizájn” és „hiper felszereltség” szakaszába. A versengés kevésbé versenyképes termékeket eredményezett, noha azokat nagyon hatékony módon gyártották.

#### A világ vezetője
Az a tény, hogy a japán gyártók megbízható, megfizethető és népszerű autókat gyártottak az 1990-es éveken át, eredményezte, hogy Japán vált a legnagyobb autógyártó nemzetté 2000-ben. Azonban az elmúlt években a piaci részesedése némileg csökkent a megjelenő új versenytársak miatt, mint Dél-Korea, Kína és India. Mindazonáltal Japán autóipara továbbra is virágzik, a piaci részesedése újra növekszik és 2008 első negyedévében a Toyota túlszárnyalta az amerikai General Motorst, hogy ő váljon a világ legnagyobb autógyártójává. Ma[mikor?] Japáné a harmadik legnagyobb autópiac és azelőtt, hogy Kína nem olyan régen átvette az első helyet, Japán volt a világ legnagyobb autógyártó nemzete. Továbbra is az autó export az ország egyik legjövedelmezőbb exportja és támpontja a gazdaság talpra állításának a legutóbbi gazdasági válságból.

## Japán autóipar idővonala
- 1907 – Megalakult a Hatsudoki Seizo Co., Ltd.
- 1911 – Megalakult a Kwaishinsha Motorcar Works
- 1917 – Mitsubishi Motors első autója
- 1918 – Isuzu első autója
- 1920-1925 – Gorham/Lila – autók gyártásának elindulása (később beleolvadt a Datsunba)
- 1924-1927 – Otomo modell megépítése Tokyoban
- 1931 – Mazda Mazdago típus Toyo Kogyo corp által, későbbi Mazda
- 1934-1957 – Ohta gyár megkezdi az autógyártást
- 1936 – Toyota első autója a (Toyota AA)
- 1952-1966 – Prince Motor Company (egyesült a Nissan-nal)
- 1953-1967 – Hino Motors megkezdi az autógyártást (beleolvadt a Toyotába)
- 1954 – Subaru első autója (Subaru P-1)
- 1955 – Suzuki első autója (Suzulight)
- 1957 – Daihatsu első autója (Daihatsu Midget)
- 1963 – Honda első autója (Honda S500)
- 1966 – Minden idők egyik legjobban fogyó autójának, a Toyota Corolla-nak a bemutatása
- 1967 – Japán Autógyártók Szövetségének megalapulása
- 1967 – Mazda Cosmo 110S az egyike a két, Wankel-motorral tömeggyártott autónak
- 1980 – Japán túlszárnyalta az Egyesült Államokat és elsővé válik az autógyártásban
- 1981 – Önkéntes export korlátozás programja májustól korlátozza az autó kivitelt az Egyesült Államokba[14]
- 1982 – Honda Accord az első japánautó, amit az Egyesült Államokban gyártanak
- 1982 – Mitsuoka első autója (BUBU shuttle 50)
- 1983 – Holden és a Nissan egy vegyesvállalatot indít Ausztráliában
- 1984 – Toyota közösen a General Motors-szal megnyitja NUMMI-t, az első vegyesvállalatú gyárat az Egyesült Államokban
- 1986 – Honda piacra dobja az Acura-t az USA-ban
- 1988 – Daihatsu belép az amerikai piacra; ezzel akkor először mind a kilenc japán gyártó jelen van az Egyesült Államokban
- 1989 – Toyota piacra dobja az Egyesült Államokban a Lexus-t
- 1989 – Nissan elindítja az Infiniti luxusautó kategóriát az USA-ban
- 1989 – Egyesült Ausztráliai Autógyárak megalapul Ausztráliában, mint a Toyota és a Holden vegyesvállalata
- 1991 – Mazda HR-X az egyik első hidrogén autó
- 1994 – Önkéntes export korlátozás program befejeződik
- 1996 – Az Egyesült Ausztráliai Autógyárak feloszlik.
- 1997 – Toyota Prius az első tömeggyártott hibridautó
- 2003 – Toyota elindítja a Scion autómárkát
- 2006 – Japán újra túlszárnyalja az Egyesült Államokat és megint első lesz az autógyártásban
- 2008 – Toyota felülmúlaGeneral Motors-t ezzel a világ legnagyobb autógyártójává válik
- 2009 – Kína megelőzi Japánt az autógyártásban, ezzel Japán visszaszorul a második helyre
- 2010 – 2009-2010-es Toyota jármű visszahívások
- 2011 – 2011-es tóhokui földrengés és szökőár visszaveti a gyártást.

## Gyártók előállítási értékei
Az alábbiak gyártónként a Japánban gyártott járművek számának alakulását mutatja a Japán Autógyártók Szövetsége szerint(angolul:Japan Automobile Manufacturers Association, rövidítve JAMA)
| Gyártók    | 2007      | 2008      | 2009      | 2010      | 2011      | 2012      |
| ---------- | --------- | --------- | --------- | --------- | --------- | --------- |
| Toyota     | 3 849 353 | 3 631 146 | 2 543 715 | 2 993 714 | 2 473 546 | 3 170 289 |
| Nissan     | 982 870   | 1 095 661 | 780 495   | 1 008 160 | 1 004 666 | 1 035 726 |
| Honda      | 1 288 577 | 1 230 621 | 812 298   | 941 558   | 687 948   | 996 832   |
| Suzuki     | 1 061 767 | 1 059 456 | 758 057   | 915 391   | 811 689   | 896 781   |
| Mazda      | 952 290   | 1 038 725 | 693 598   | 893 323   | 798 060   | 830 294   |
| Daihatsu   | 648 289   | 641 322   | 551 275   | 534 586   | 479 956   | 633 887   |
| Subaru     | 403 428   | 460 515   | 357 276   | 437 443   | 366 518   | 551 812   |
| Mitsubishi | 758 038   | 770 667   | 365 447   | 586 187   | 536 142   | 448 598   |
| Egyéb      | 25        | 30        | 0         | 0         | 0         | 0         |
| Összesen   | 9 944 637 | 9 928 143 | 6 862 161 | 8 310 362 | 7 158 525 | 8 554 219 |

| Gyártók         | 2007      | 2008      | 2009    |
| --------------- | --------- | --------- | ------- |
| Toyota          | 291 008   | 271 544   | 178 954 |
| Suzuki          | 156 530   | 158 779   | 150 245 |
| Daihatsu        | 138 312   | 151 935   | 132 980 |
| Isuzu           | 236 619   | 250 692   | 118 033 |
| Nissan          | 188 788   | 189 005   | 109 601 |
| Mitsubishi      | 88 045    | 83 276    | 61 083  |
| Hino            | 101 909   | 101 037   | 62 197  |
| Subaru          | 72 422    | 64 401    | 51 123  |
| Mitsubishi Fuso | 131 055   | 115 573   | 49 485  |
| Honda           | 43 268    | 33 760    | 28 626  |
| Mazda           | 43 221    | 39 965    | 23 577  |
| UD Trucks       | 44 398    | 45 983    | 18 652  |
| Egyéb           | 2 445     | 2 449     | 545     |
| Összesen        | 1 538 020 | 1 508 399 | 985 101 |

| Gyártók         | 2007    | 2008    | 2009   |
| --------------- | ------- | ------- | ------ |
| Toyota          | 85 776  | 109 698 | 69 605 |
| Mitsubishi Fuso | 10 225  | 10 611  | 4 982  |
| Nissan          | 7 422   | 8 416   | 4 479  |
| Hino            | 4 984   | 5 179   | 4 473  |
| Isuzu           | 3 668   | 3 221   | 2 077  |
| UD Trucks       | 1 595   | 1 977   | 1 179  |
| Összesen        | 113 670 | 139 102 | 86 795 |

## Fordítás
Ez a szócikk részben vagy egészben az Automotive industry in Japan című angol Wikipédia-szócikk ezen változatának fordításán alapul.  Az eredeti cikk szerkesztőit annak laptörténete sorolja fel. Ez a jelzés csupán a megfogalmazás eredetét és a szerzői jogokat jelzi, nem szolgál a cikkben szereplő információk forrásmegjelöléseként.